# 고영중
고영중(高瑩中, 1133년 ~ 1208년)은 고려의 문신이다. 본관은 옥구(沃溝), 자는 여회(如晦)이다.

## 생애
어려서부터 문장으로 세상에 알려졌다.
국자시(國子試)에서 시(詩)로 시험을 치러서 장원으로 합격했으며, 1164년(의종 18) 문과에도 급제했다.
이후 황주목사(黃州牧使)·장서기(掌書記), 국학학정(國學學正), 사문박사(四門博士)를 차례로 역임했다.
서경유수(西京留守) 조위총(趙位寵)이 난을 일으킨 후 조정에서 금에 고주사(告奏使)를 파견하게 되었는데, 이 때 서경군에 의해 북쪽 길이 막혀 있었음에도 불구하고 서기관(書記官)으로서 위험을 무릅쓰고 이를 수행했고, 돌아온 후 공을 인정받고 포상을 받아 대관서령(大官署令)·직사관(直史館)으로 승진했다.
이후 다시 당후관(堂後官), 감찰어사(監察御史), 예부원외랑(禮部員外郞), 병부낭중(兵部郞中), 이부낭중(吏部郞中)·국자사업(國子司業), 중서사인(中書舍人)·지제고(知制誥)·국학직강(國學直講), 병부시랑(兵部侍郞)을 차례로 역임했다.
1199년(신종 2) 예빈경(禮賓卿)에 임명되었고, 이듬해 국자시를 주관하여 진화(陳澕)·노원규(魯元規) 등 102명을 선발했다.
1202년(신종 5) 여러 차례 표문(表文)을 올려 은퇴하기를 청한 끝에 예빈경·동궁시강학사(東宮侍講學士)·지제고로서 치사(致仕)했다.
이후 최당(崔讜)이 조직한 해동기로회(海東耆老會)에 참여했으며, 1208년(희종 4) 집에서 세상을 떠났다.

## 가족
※출처는 본인의 묘지명이다.
- 아버지 - 고돈겸(高惇謙) : 병부상서(兵部尙書)
- 어머니 - 군기주부(軍器主簿) 박현인(朴玄仁)의 딸
  - 부인 - 검교태자사사(檢校太子司事) 이양서(李陽舒)의 딸
    - 장남 - 고간(高僴)
    - 차남 - 홍조(洪照) : 승려, 고영중보다 먼저 요절
    - 3남 - 고일(高佾)
    - 4남 - 고주(高做)
    - 5남 - 고정(高侹) : 예빈경(禮賓卿)
    - 6남 - 고천(高倩)
    - 첫째 사위 - 최입기(崔立基) : 고공낭중(考功郞中)
    - 둘째 사위 - 김선용(金璿瑢)